# Giải bóng đá ngoại hạng Iraq 1996-97
Giải bóng đá ngoại hạng Iraq 1996–97 là mùa giải thứ 23 của giải đấu kể từ khi thành lập năm 1974. Đội vô địch là Al-Quwa Al-Jawiya với lần đầu tiên trong 5 năm. Họ cũng đoạt Cúp bóng đá Iraq, Iraqi Elite Cup và Siêu cúp bóng đá Iraq, hoàn tất cú ăn tư đầu tiên trong lịch sử bóng đá Iraq.

## Bảng xếp hạng
| Vị thứ | Đội bóng              | St | W  | D  | L  | BT | BB | HS  | Đ  | Giành quyền hoặc xuống hạng                                   |
| 1      | Al-Quwa Al-Jawiya (C) | 30 | 22 | 3  | 5  | 63 | 24 | +39 | 69 | Giải vô địch bóng đá các câu lạc bộ châu Á 1998–99            |
| 2      | Al-Zawraa             | 30 | 20 | 7  | 3  | 78 | 26 | +52 | 67 |                                                               |
| 3      | Al-Talaba             | 30 | 17 | 9  | 4  | 58 | 16 | +42 | 60 | Cúp các câu lạc bộ đoạt cúp bóng đá quốc gia châu Á 1998–99 1 |
| 4      | Al-Najaf              | 30 | 18 | 5  | 7  | 52 | 26 | +26 | 59 |                                                               |
| 5      | Al-Shorta             | 30 | 12 | 10 | 8  | 48 | 33 | +15 | 46 |                                                               |
| 6      | Al-Mosul              | 30 | 12 | 7  | 11 | 40 | 48 | –8  | 43 |                                                               |
| 7      | Samaraa               | 30 | 10 | 9  | 11 | 35 | 45 | –10 | 39 |                                                               |
| 8      | Al-Minaa              | 30 | 9  | 10 | 11 | 22 | 32 | –10 | 37 |                                                               |
| 9      | Al-Naft               | 30 | 9  | 9  | 12 | 33 | 35 | –2  | 36 |                                                               |
| 10     | Al-Sinaa              | 30 | 8  | 8  | 14 | 22 | 42 | –20 | 32 |                                                               |
| 11     | Al-Kut                | 30 | 8  | 7  | 15 | 34 | 43 | –9  | 31 |                                                               |
| 12     | Salahaddin            | 30 | 7  | 10 | 13 | 26 | 40 | –14 | 31 |                                                               |
| 13     | Al-Sulaikh            | 30 | 7  | 7  | 16 | 27 | 46 | –19 | 28 |                                                               |
| 14     | Al-Karkh              | 30 | 6  | 9  | 15 | 24 | 51 | –27 | 27 | Xuống hạng Iraq Division 1                                    |
| 15     | Al-Kadhimiya          | 30 | 6  | 8  | 16 | 20 | 35 | –15 | 26 | Xuống hạng Iraq Division 1                                    |
| 16     | Al-Ramadi             | 30 | 5  | 10 | 15 | 19 | 59 | –40 | 25 | Xuống hạng Iraq Division 1                                    |

1 Vì lý do không rõ ràng, Hiệp hội bóng đá Iraq quyết định cho phép đội hạng ba Al-Talaba tham gia Cup Winners' Cup, không phải là á quân Al-Zawraa hay á quân cúp Al-Shorta.

## Vua phá lưới
| Vị thứ | Cầu thủ      | Bàn thắng | Đội bóng          |
| ------ | ------------ | --------- | ----------------- |
| 1      | Ali Hashim   | 19        | Al-Najaf          |
| 2      | Sahib Abbas  | 14        | Al-Zawraa         |
| 3      | Sabah Jeayer | 12        | Al-Quwa Al-Jawiya |